# Modlitewnik królewny Jadwigi
Modlitewnik królewny Jadwigi – polski modlitewnik z XVI wieku przeznaczony dla Jadwigi, córki Zygmunta Starego.
Modlitewnik został napisany i ofiarowany z okazji przygotowywania się Jadwigi do pierwszej komunii świętej. Autorem zbioru był prawdopodobnie Aleksy Górski, kapelan Jadwigi w latach 1525-1526, zaś zbiór mógł powstać w Proszowicach, gdzie część dworu królewskiego schroniła się przed epidemią panującą w Krakowie. Na zbiór składają się polskie modlitwy o charakterze pokutnym i wyznawczym. Dominują formularze o proweniencji średniowiecznej przydatne przy spowiedzi i zawierające wyliczenie grzechów. Na końcu zbioru znajdują się modlitwy o ocalenie od zarazy i morowego powietrza. Rękopis modlitewnika znajduje się w bibliotece uniwersytetu w Erlangen w Bawarii.